# Walter Möller (Politiker, 1906)
Walter Möller (* 1. März 1906 in Hausberge, Kreis Minden; † 15. September 1969 in Dortmund) war ein deutscher Politiker der NSDAP und der FDP.

## Ausbildung und Beruf
Möller besuchte nach der Oberrealschule die Verwaltungsakademie, absolvierte später die Prüfung zum gehobenen mittleren Staatsdienst und arbeitete bis 1945 als Angestellter der NSV. Ab 1945 war er als Kraftfahrer, Hilfsarbeiter, Angestellter und selbstständiger Gewerbetreibender tätig.

## Parteifunktionen
Er trat zum 1. April 1933 der NSDAP bei (Mitgliedsnummer 1.641.300), war von 1933 bis 1934 für die Partei Ratsherr in Höxter und von 1934 bis 1938 Ratsherr in Bad Driburg, zugleich im Hauptberuf Schulungsredner auf Parteiveranstaltungen. Nach 1945 trat er der FDP bei, er war für sie von 1952 bis 1957 Gemeindevertreter und Fraktionsvorsitzender und von 1961 bis 1964 Amtsvertreter und Fraktionsvorsitzender der FDP in Hausberge. Er war Kreis- und Bezirksvorsitzender der FDP für Ostwestfalen und wurde 1956 Mitglied im nordrhein-westfälischen FDP-Landesvorstand.

## Abgeordneter
Er gehörte von 1952 bis 1962 dem Kreistag Minden an und fungierte dort als Vorsitzender der FDP-Kreistagsfraktion.
Dem Landtag von Nordrhein-Westfalen gehörte er vom 13. Juli 1954 bis zu seinem Tod am 15. September 1969 an. Er war dort vom 20. Januar 1958 bis zum 20. Juli 1962 stellvertretender Vorsitzender der FDP-Fraktion, vom 23. Juli 1962 bis zum 15. September 1969 Vorsitzender der FDP-Fraktion und vom 14. Oktober 1968 bis zum 15. September 1969 Vorsitzender im Ausschuss für Verwaltungsreform. Sein Nachfolger als Landtagsabgeordneter war Wilhelm Rebscher.